# مایا (مجموعه تلویزیونی)
مایا (انگلیسی: Maya) نام یک مجموعهٔ تلویزیونی آمریکایی است که از سال ۱۹۶۷ تا ۱۹۶۸ میلادی، از شبکهٔ ان‌بی‌سی پخش شد.
این مجموعه تلویزیونی، در ادامهٔ فیلمی به همین نام (۱۹۶۶) ساخته شد و دربارهٔ پسرکی آمریکایی است که در اعماق جنگل، به‌دنبالِ پدر گم‌شدهٔ خود می‌گردد که شکارچی قهاری بوده‌است.